# نگاه مردان

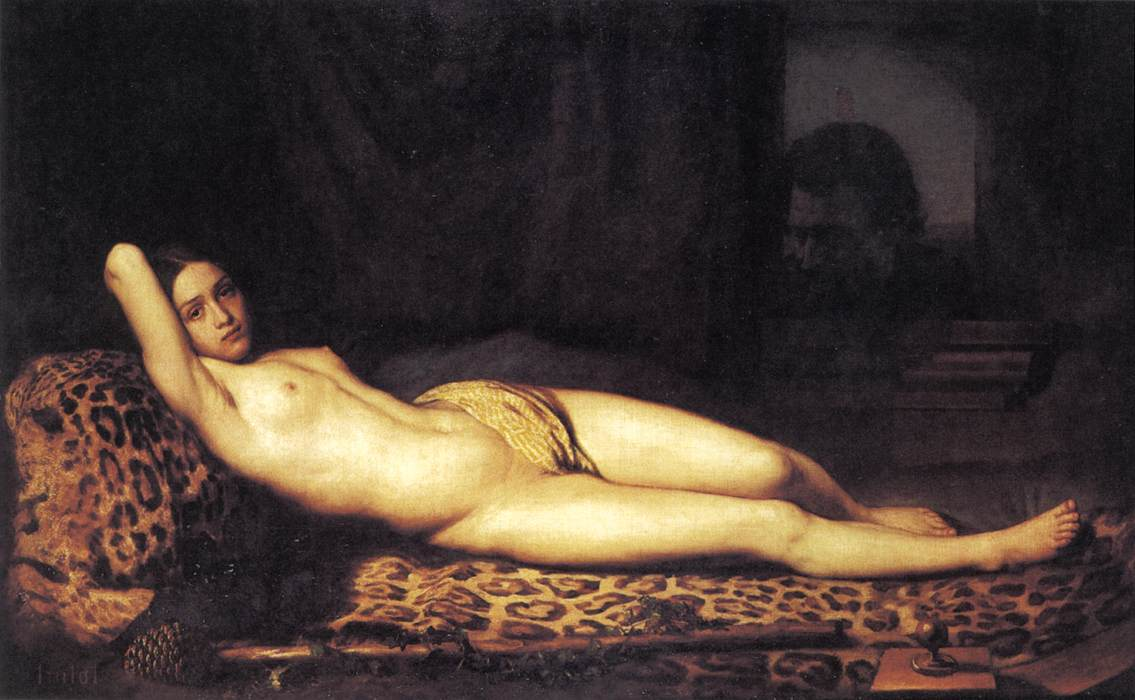
دختر برهنه روی پوست پلنگ اثر فلیکس تروتات (۱۸۴۴) یک زن برهنهٔ درازکشیده را نشان می‌دهد که به‌وسیلهٔ چهرهٔ مردانهٔ ازروی عدم تناسب درشت در پنجره اتاق خوابش تماشا می‌شود. این نقاشی مفهوم نگاه مردانه را به‌طور دقیق مثال می‌زند.

در نظریه فمینیست، نگاه مردان (انگلیسی: Male gaze) عمل ترسیم زنان و واقعیت در هنرهای تجسمی و ادبیات از منظر مردانهٔ دگرجنس‌گرا است که زنان را به‌عنوان شیء جنسی به‌منظور لذت ناظر مرد دگرجنس‌گرا نشان می‌دهد. در ارائه‌های بصری و زیبایی‌شناختی سینمای روایی، نگاه مردانه دارای سه منظر است: نگاه مرد پشت دوربین، نگاه شخصیت‌های مرد درون بازنمایی‌های سینمایی فیلم و نیز نگاه ناظر که به تصویر خیره شده است.